# Efrim Menuck

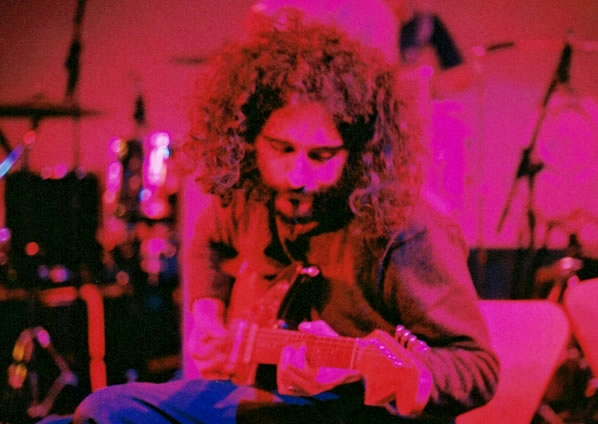
Efrim Menuck bei einem Auftritt mit Godspeed You! Black Emperor 2001

Efrim Manuel Menuck (* 4. August oder 4. November 1970 in Montreal) ist ein kanadischer Musiker, der in mehreren Montrealer Post-Rock-Bands involviert ist, vor allem Godspeed You! Black Emperor und Thee Silver Mt. Zion Memorial Orchestra & Tra-La-La Band. Menuck arbeitet auch als Musikproduzent mit Musikern aus Montreal und dem Ausland zusammen.

## Biographie
1994 gründeten Mauro Pezzente, Mike Moya und Menuck Godspeed You! Black Emperor, ein einflussreiches Post-Rock-Ensemble. Ihr erstes Tape, All Lights Fucked on the Hairy Amp Drooling, ist das früheste aufgezeichnete Lebenszeichen von Godspeed You! Black Emperor. Im Dezember 1994 veröffentlicht, war die Kassette nur auf 33 Kopien limitiert. Erst durch die Veröffentlichung ihres offiziellen Debütalbums, F♯A♯∞, erfuhren sie Anerkennung und Aufmerksamkeit für ihre Musik.
Menuck ist außerdem verantwortlich für die Gründung von Thee Silver Mt. Zion Memorial Orchestra & Tra-La-La Band, zusammen mit den weiteren Godspeed You! Black Emperor-Musikern Sophie Grégoire Trudeau und Thierry Amar. Obwohl das Projekt eigentlich nur gegründet wurde, um Menuck zu helfen, Partituren lesen zu können, ist die Band seitdem eine eigene Kollaboration geworden.
Als das Debütalbum He Has Left Us Alone, but Shafts of Light Sometimes Grace the Corner of Our Rooms… 2000 veröffentlicht wurde, war der Hauptunterschied zum instrumentellen Godspeed You! Black Emperor, dass es Gesang von Menuck und weiteren Mitgliedern beinhaltete. Allerdings behaupten Constellation Records in der Biografie für Thee Silver Mt. Zion Memorial Orchestra & Tra-La-La Band, dass Menuck tatsächlich schon vor der Gründung der Gruppe auf einer seltenen Live-Kassette von GY!BE gesungen hat. Ob dies ein Verweis auf All Lights Fucked on the Hairy Amp Drooling ist, ist unbekannt, da die Kassette 1994 veröffentlicht wurde. Allerdings kann man Menuck auch 1998 auf F♯A♯∞ im Stück East Hastings leise singen hören.
Der Stil der Songtexte kann am besten mit poetisch umschrieben werden. Die Themen seiner Lieder können Angst und Einsamkeit umfassen, allerdings auch städtischer Zerfall und Gentrifizierung sowie eine Widmung an seinen toten Hund Wanda.
Das dritte Album von A Silver Mt. Zion, This Is Our Punk-Rock, Thee Rusted Satellites Gather + Sing, war als Requiem für offene und verlassene Plätze in Montreal sowie den Verlust und Zerfall ähnlicher Platze auf dem gesamten Erdball gedacht, sei es wegen urbaner Entwicklung (Gentrifizierung) oder militärischen Handlungen. Menuck integriert Politik in seine Songtitel, Lyrics und Alben-Artworks für A Silver Mt. Zion. Antikapitalistische, globalisierungskritische Standpunkte sowie eine Affinität zu Anarchismus und Frieden werden oft ausgedrückt.
Menuck ist Jude und vehementer Unterstützer des Judentums, oft religiöse Allegorien in den Texten von A Silver Mt. Zion nutzend. Die Aufnahmen für He Has Left Us Alone but Shafts of Light Sometimes Grace the Corner of Our Rooms... (2000) wurden von Menuck als jüdische Erfahrung beschrieben. Mit dem zweiten Album Born into Trouble as the Sparks Fly Upward bezieht sich die Band auf das Buch Ijob 5:7. Menuck ist ein Kritiker der israelischen Regierung; die Linernotes für das GY!BE-Album Yanqui U.X.O. (2002) kritisieren Ariel Scharons Besuch des Tempelberges am 15. September 2000 (versinnbildlicht in dem instrumentellen Track 9-15-00).
Zusammen mit Howard Bilderman, Radwan Moumneh und Thierry Amar besitzt und verwaltet Menuck das Hotel2Tango, einen kreativen Raum, nonkommerziellen Club und Aufnahmestudio in Montreal. Das Studio wurde eigentlich errichtet, um Aufnahmen von Freunden und den Bands, welche es besitzen, zu ermöglichen, hat jedoch in letzter Zeit für alle möglichen Künstler und Bands die Türen geöffnet. Menuck kann oft in den Albencredits für viele Bands als Produzent gefunden werden. Wenn möglich steuert er auch oft musikalisch bei, entweder mit E-Gitarre oder Soundeffekten und Feldaufnahmen.
Am 5. August 2009 gebar die Silver Mt. Zion-Violinistin und Freundin Jessica Moss ihr und Menucks’ Baby, Ezra Steamtrain Moss Menuck. Das Paar nahm ihn mit auf die Tour von Vic Chesnutt.

## Musikequipment
Es folgt eine Aufzählung an Musikinstrumenten, die Menuck bedient oder mal bedient hat:

### Gitarren
- Fender Jaguar – Sunburst, modifiziert mit einem Bigsby-Guitars-Hals[10]
- Travis Bean[10]
- Mosrite 'The Ventures' Mach 1 (A Silver Mt Zion)

### Effektpedale
- BOSS GE-7 Equalizer[10]
- BOSS TR-2 Tremolo[10]
- Maestro Fuzztain[10]
- Z.Vex Tremolo Probe[10]
- Z.Vex Super Hard On[10]
- Mutron Phaser II[10]
- Line 6 DL4 Delay Modeler[10]
- Zvex Fuzz Factory
- Zvex Wah Probe
- Death By Audio Sound Saw
- SIB Echodrive
- Diamond Pedals Memory Lane
- Foxrox ZIM
- Fulltone Supa-Trem

### Verstärker
- Ampeg V4 head[10]
- Mesa/Boogie Rectifier Trem-O-Verb head[10]

## Diskografie

### Solowerk
- 2011: Efrim Manuel Menuck „Plays High Gospel“, Album (Constellation Records)
- 2018: Pissing Stars (Constellation Records)
- 2020: Are Sing Sinck, Sing (gemeinsam mit Kevin Doria, Constellation Records)

### Godspeed You! Black Emperor
- 1994: All Lights Fucked on the Hairy Amp Drooling Demo
- 1997: F♯A♯∞ (Constellation Records)
- 1998: aMAZEzine! 7" (aMAZEzine!)
- 1999: Slow Riot for New Zerø Kanada EP (Constellation)
- 2000: Lift Your Skinny Fists Like Antennas to Heaven (Constellation)
- 2002: Yanqui U.X.O. (Constellation)
- 2012: 'Allelujah! Don't Bend! Ascend! (Constellation)
- 2015: Asunder, Sweet and Other Distress (Constellation)

### Thee Silver Mt. Zion Memorial Orchestra & Tra-La-La Band with Choir
- 2000: He Has Left Us Alone, but Shafts of Light Sometimes Grace the Corner of Our Rooms… (Constellation)
- 2001: Born into Trouble as the Sparks Fly Upward (Constellation)
- 2003: “This Is Our Punk-Rock,” Thee Rusted Satellites Gather + Sing, (Constellation)
- 2004: The Pretty Little Lightning Paw E.P. (EP, Constellation)
- 2005: Horses in the Sky (Constellation)
- 2008: 13 Blues for Thirteen Moons (Constellation)
- 2010: Kollaps Tradixionales (Constellation)
- 2014: Fuck Off Get Free We Pour Light On Everything (Constellation)[11]

Menuck steuert auch kleinere Samples und Musikfragmente für weitere Bands bei, die er produziert. Diese sind hier nicht aufgelistet.